# Krechet

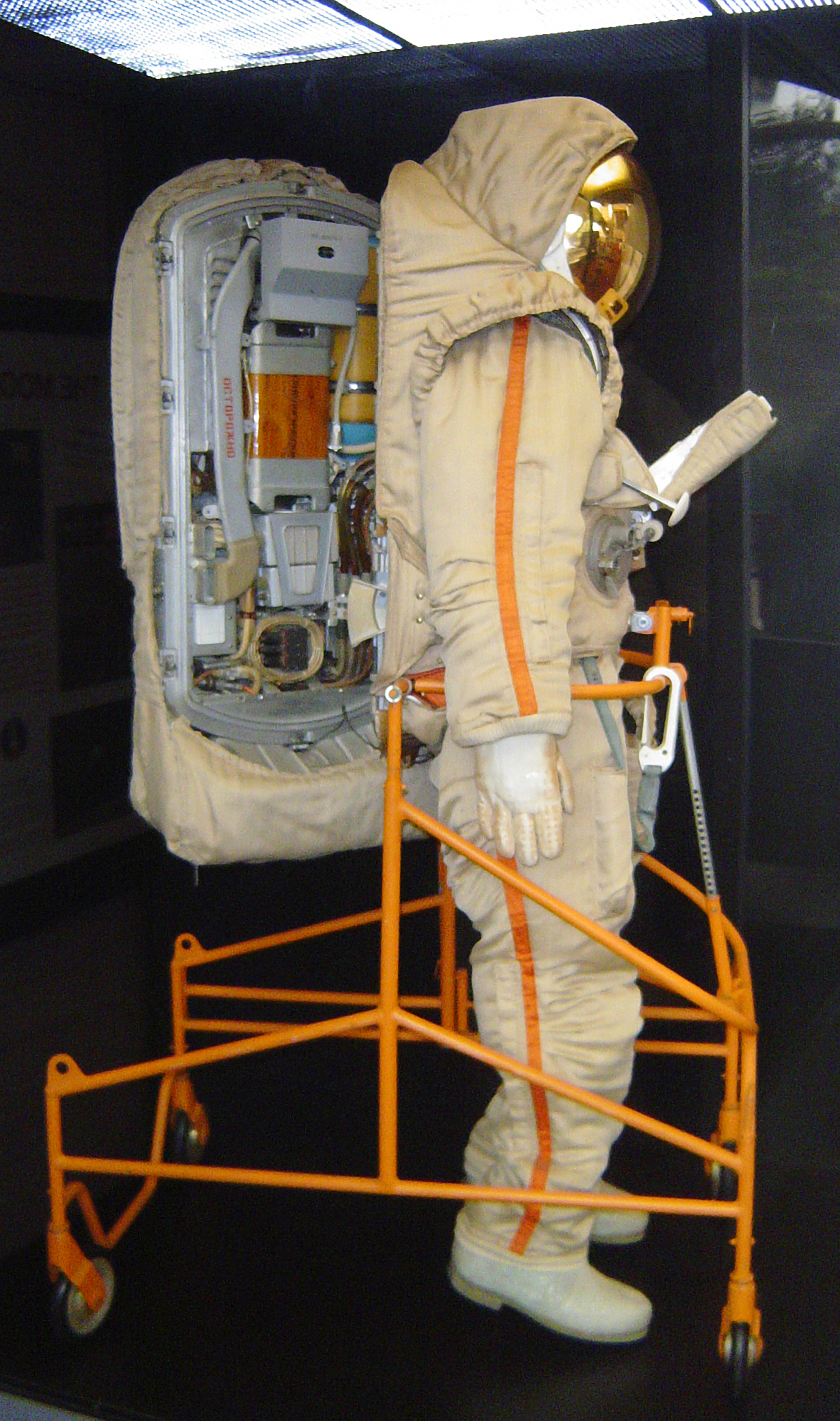
La tuta Krechet con il backpack in vista

La Krechet (in russo Кречет?, Krečet) è una tuta spaziale progettata nel 1967 in occasione di una prevista missione lunare da parte dell'Unione Sovietica. Realizzata da NPP Zvezda, non fu mai utilizzata poiché la riuscita del programma Apollo statunitense fece cancellare il progetto.

## Caratteristiche
La tuta Krechet aveva un peso di 90 kg ed un'autonomia di 10 ore. La sua vita complessiva era però fissata ad un limite di 48 ore d'uso.
A differenza della precedente SK-1, la tuta spaziale Krechet era semirigida, con un busto in lega di alluminio ed articolazioni mobili. L'innovazione introdotta fece quindi da precursore per lo sviluppo di tutti i successivi modelli, sia russi che statunitensi.
La tuta eliminò la cerniera lampo per le chiusure ed introdusse un sistema di vestizione alternativo; per indossare la tuta l'astronauta entrava dall'apertura che si formava sulla schiena quando il backpack era aperto. La parte posteriore veniva poi chiusa ermeticamente.
Tra le varie innovazioni vi erano inoltre un pannello di controllo estraibile e ripiegabile montato sul petto, un sistema di raffreddamento interno simile a quello attuale e un sistema di tre visiere per la protezione dai raggi solari.